# Monkey Bar Games
Monkey Bar Games foi uma divisão da extinta desenvolvedora estadunidense de jogos eletrônicos, Vicious Cycle Software. A sua missão era criar uma forma de entretenimento familiar em todas as plataformas de consoles de videogame e no PC.